# Ortsstundenwinkel
Der Ortsstundenwinkel (eng: Local Hour Angle, LHA) ist der Stundenwinkel des Frühlingspunktes am Standort des Beobachters. Er lässt sich aus dem Greenwicher Stundenwinkel (Grt) berechnen, der alljährlich im Nautischen Jahrbuch veröffentlicht wird. Der Ausdruck wird nur in der Navigation verwendet, während er in der Geodäsie und Astronomie als Ortssternzeit bezeichnet wird.
Man erhält den LHA durch Addition der geografischen Länge λ des Beobachtungsortes zum Grt; dabei werden östliche Längen mit positivem Vorzeichen beschickt, westliche mit negativem Vorzeichen.
Der Ortsstundenwinkel wird im Horizontalen Koordinatensystem der Astronomischen Navigation neben der Deklination δ mittels der HO 249-Tafeln als Argument für die Berechnung der Höhe und des Azimutes benötigt. 